# András Dés
András Dés (* 19. März 1978 in Budapest) ist ein ungarischer Jazz- und Improvisationsmusiker (Schlagzeug), der die Grenzen zwischen den Genres überschritten hat. Im Lauf der Jahre hat er sein eigenes Instrumentarium entwickelt: Mit der rechten Hand spielt er wie ein Schlagzeuger und mit der linken Hand wie ein Perkussionist.

## Leben und Wirken
Dés, Sohn des Jazzmusikers László Dés, begann im Alter von sieben Jahren Schlagzeug zu lernen. Später wandte sich sein Interesse den Perkussionsinstrumenten zu, die in verschiedenen Arten ungarischer Volksmusik verwendet werden. 2005 machte er seinen Abschluss an der Jazz-Fakultät der Franz-Liszt-Musikakademie.
Dés spielte zunächst in verschiedenen Ensembles der ungarischen Volksmusik, bevor er begann, Jazz zu spielen. So begleitete er Stars der ungarischen Volksmusik wie Ági Szalóki, Bea Palya, Mitsou oder Miklós Both.
Im Bereich des Jazz wurde Dés in das Budapest Jazz Orchestra aufgenommen, später gehörte er zum Modern Art Orchestra, mit dem Alben wie The Mind’s Ear oder Foundations entstanden. Er arbeitete im Duo mit Zsolt Kaltenecker. Ab 1998 war er Mitglied der in Ungarn sehr bekannten Gruppe Jazz+Az, später der Elemér Balázs Group; er trat auch in der Carnegie Hall, dem Covent Garden, beim Cairo Jazz Festival oder der Shanghai World Expo auf. Mit eigenen Combos spielte er die Alben Unquiet Stillness (2009), Tourist No 1 (2014), The Worst Singer in the World (2017) und einschließlich (2020) ein. Häufig kam es zur Zusammenarbeit mit seinem Vater; so ist er an mehreren von dessen Alben beteiligt. Er trat aber auch mit Musikern wie Frank London, Miklós Lukács, Gábor Juhász/Palle Mikkelborg, Charlie Mariano, Theodosii Spassov, Ferenc Snétberger, Jack DeJohnette, Gerard Presencer, Kornél Fekete-Kovács, Eivind Aarset, Mihály Borbély, Erik Truffaz, Elchin Shirinov und Chris Potter auf und arbeitete mit Péter Eötvös (Electrochronicle, 2002). Als Schlagzeuger hat er an fast 100 Alben mitgewirkt. 
Außerdem hat Dés mehrere Film- und Theatermusiken komponiert. Er arbeitet auch mit Schriftstellern und Dichtern zusammen und ist Autor sowie Darsteller des Solo-Theaterstücks Unblinking.